# Glotokronologija
Glotokronologija je sporna metoda historičnega jezikoslovja, ki ponuja formulo za pripisovanje absolutnih datumov za zgodovino posameznih jezikovnih razcepitev prehodnega jezika v nove jezike.  Nekateri glotokronologijo enačijo z leksiko-statistiko, nekateri pa imajo slednjo za širši pojem; leksiko-statistika je statistično manipuliranje z jezikoslovnimi podatki, ki služi sklepanju o zgodovini jezika, glotokronologija pa služi leksiko-statističnemu datiranju jezikovnih cepitev.

## Izvori in temeljni koncepti glotokronologije
Glotokronologijo je v petdesetih letih 20. stoletja razvil ameriški jezikoslovec Morris Swadesh, ki je bil seznanjen z radiometričnim datiranjem na osnovi cepitev radioaktivnega ogljika 14C, kjer se glede na količino 14C v ostankih rastlin in živali lahko določi obdobje, v katerem so nekoč živele. Podoben koncept je Swadesh skušal prenesti v historično jezikoslovje.  Uspel je sestaviti spisek 500 ključnih besed, ki ga je nato z zagotavljanjem vse večje zanesljivosti uspel skrčiti na 205 besed, nato na 200 besed in nazadnje na 100 besed.
Temeljni koncepti glotokronologije so po Campbellovi:
1. obstoj osnovnega besednjaka z najbolj naravnimi in zanesljivimi semantičnimi koncepti (v razviti različici gre za 100 besed)
2. konstantna stopnja retencije besednjaka skozi čas: v 1000 letih se v poprečju ohrani 86 % besedišča
3. konstantna stopnja izgubljanja besednjaka skozi čas: v 1000 letih se v poprečju izgubi 14 % besedišča (na ta podatek lahko sklepamo tudi iz  drugega koncepta)
4. določanje datuma jezikovne cepitve- če poznamo število sorodnih besed, ki si jih iz osnovnega besednjaka delita dva sorodna jezika, potem lahko izračunamo čas cepitve.

Za določanje datuma jezikovne cepitve uporabljamo formulo:
{\displaystyle t={\frac {\log C}{2\log r}}\!\,}
(t = časovna razdalja v 1000 letih, C = odstotek sorodnih besed, r = konstanta, log = logaritem).

## Spori o uporabnosti glotokronologije
Glotokronologija je danes ostro kritizirana in zavrnjena s strani večine jezikoslovcev. Izkazalo se je namreč, da je konstantna stopnja retencije besednjaka skozi čas pri različnih jezikih preveč različna: islandščina ima stopnjo retencije 97,3 %, angleščina 67,8 %, ferščina nad 90 %, gruzinščina in armenščina okrog 95 %. Dobljeni rezultati so na splošno za stoletje prezgodnji, norveški in islandski jezik pa imata po spisku osnovnega besedišča kar 96 sorodnih besed, na podlagi česar bi lahko cepitev postavili v čas pred dobrimi 250 leti, kar je podcenjujoč podatek. Renfrew omenja štiri sklope kritik:
1. preveliko poenostavljanje (izbira le enega samega kriterija)
2. neupoštevanje sposojanja besed med različnimi jeziki
3. nedopustnost apriornega sklepanja, da jezik izgublja besedišče po konstantni stopnji
4. pri pomenu sorodnih besed med dvema jezikoma včasih ni mogoče zagotoviti dovolj velike preciznosti

Na splošno pa je glotokronologija v pionirski fazi razvoja in čeprav ne dopušča zanesljivega sklepanja o datacijah, ponuja splošen pogled na zgodovino posameznih jezikov.

## Izboljševanje glotokronologije na primeru preučevanja zgodovine Indoevropejcev
Britanski arheolog lord Renfrew Colin je v prepričanju, da je glotokronologijo vseeno mogoče oblikovati v dobro orodje za preučevanje oddaljene zgodovine, uporabil  glotokronološke argumente za svojo anatolsko teorijo o izvoru Indoevropejcev: zato je za svoje izhodišče izbral Swadeshov pristop. Na primeru razvoja praslovanskega jezika se je po tem pristopu praslovanščina od prakeltščine ločila v 21.st.pr. n. št., od pragermanščine v 25.stoletju pr. n. št., od praindoiranšćine v 28.st.pr. n. št.,  od praitalščine pa v 30.st.pr. n. št.
Swadeshova glotokronologija je bila močno kritizirana in na splošno zavrnjena, poleg tega pa ta glotokronologija za več kot za 6.000 let nazaj ni uporabna. Zato je prišlo do poskusov izboljševanja metode. Forster in Toth sta pri preučevanju razvoja keltske jezikovne družine izdelala osnovno in bolj zanesljivo besedišče , ki zajema samo 35 besed, pri katerih v poprečju pride do ene leksične mutacije na 1350 let- na tej podlagi sta osnovno cepitev v indoevropski jezikovni družini  postavila v čas 8.100 pr. n. št., prvo cepitev keltske jezikovne družine pa v čas 3.200 pr. n. št. Vendar se zlasti slednje zdi precej sporno, avtorja pa se prav tako ne moreta izogniti neupoštevanju oziroma spregledovanju informacij o razvoju jezika; tako npr. je bil jezik celinskih Keltov verjetno pod večjim vplivom sosednjih jezikov kakor pa bolj izolirani jezik na Britanskem otočju.
Gray in Atkinson sta glotokronologijo izboljšala s pomočjo interdisciplinarnega pristopa, kjer sta upoštevala splošni konsenz o indoevropejskem drevesu (language tree), napredek v filogenetskih računalniških metodah na podlagi Bayesovega računa in zapletenih algoritmov, upoštevala pa sta tudi stopnje verjetnosti. Po njunih podatkih naj bi do prve cepitve v indoevropski jezikovni družini prišlo okrog 8.700 pr. n. št., ostale cepitve pa sledijo radiokarbonski analizi širjenja neolitskih najdišč v Evropi. Kljub temu se tudi njuna različica glotokronologije ni uspela izogniti kritikam. Indoevropske glotokronologije ne moremo uporabiti za preučevanje ostalih jezikovnih družin, ne moremo predpostavljati neodvisnosti v stopnji in smeri jezikovnih sprememb.